# Estación Olivera
Olivera es una estación ferroviaria de la localidad homónima, partido de Luján, Provincia de Buenos Aires, Argentina.

## Servicios
La estación corresponde a la Línea Sarmiento de la red ferroviaria argentina, en el servicio diésel que conecta las terminales Moreno y Mercedes. Fecha fundacional 21 de octubre de 1864 cuando Don Domingo Olivera dona parte de sus tierras para el paso del ferrocarril